# Бубенхайм (Пфальц)
Бубенхайм (нем. Bubenheim) — община в Германии, в земле Рейнланд-Пфальц.
Входит в состав района Доннерсберг. Подчиняется управлению Гёльхайм. Население составляет 430 человек (на 31 декабря 2010 года). Занимает площадь 2,94 км².